# Mio Wüst
Mio Wüst (* 22. Dezember 2000) ist ein deutscher Volleyball- und Beachvolleyballspieler.

## Karriere Halle
Wüst spielte in seiner Jugend beim VfK Südwest Berlin, mit dem er 2018 in die 3. Liga Nord aufstieg. Seit 2021 spielt der Außenangreifer und Libero beim Zweitligisten SV Lindow-Gransee.

## Karriere Beach
Wüst spielte 2016 mit Toni Wenzlaff auf verschiedenen Berliner Beachvolleyball-Landesmeisterschaften und erreichte dabei jedes Mal eine Podiums-Platzierung. Mit Moritz Eckardt gewann er 2017 die Berliner U19-Meisterschaft und wurde 2017 und 2018 bei den deutschen U20-Meisterschaften jeweils Fünfter. Von 2018 bis 2020 spielte Wüst auf diversen nationalen Turnieren mit verschiedenen Partnern, u. a. mit seinem jüngeren Bruder Lui und mit Julian Schupritt. Ende September 2020 gewann Wüst mit Rudy Schneider bei der U22-Europameisterschaft im türkischen Izmir die Bronzemedaille.
2021 war Philipp Huster sein fester Partner. Huster/Wüst erreichten beim nationalen „King of the Court“-Turnier in Hamburg Platz fünf und qualifizierten sich über die German Beach Tour 2021 für die deutsche Meisterschaft in Timmendorfer Strand, bei der sie Platz dreizehn belegten. 2022 spielte Wüst mit Jonas Kaminski und 2023 mit Jannis Hopt. Mit seinem Bruder Lui gewann er 2023 das „Rock the Beach“ in Borkum.  2024 hatte Wüst verschiedene Partner, u. a. Leo Hauschild.

## Privates
Mio Wüsts Brüder Lui und Tamo spielen auch Volleyball und Beachvolleyball.